# Union des navigants de l'aviation civile
L'Union des navigants de l'aviation civile (UNAC) est un syndicat français représentant le personnel navigant des compagnies aériennes. L'UNAC est un syndicat affilié à la CFE-CGC.
Créée en 1970, à l'initiative de pilotes de l'aviation d'affaires, l'UNAC ne représentait alors que les pilotes. Depuis 1994, l'UNAC représente également les personnels navigants commerciaux, PNC (hôtesses et stewards). 
L'UNAC est le troisième syndicat de PNC chez Air France depuis les dernières élections professionnelles de 2023 derrière l'intersyndicale UNSA/SNPNC FO et l'UNPNC CFDT. 

SECTIONS:
UNAC Air France
UNAC easyJet 
UNAC HOP!
UNAC Norse

PRESIDENTS:
O.Lamarque (2020 - en cours)
F. Arrighi (2016 - 2020)